# كويجكز
كويجكز (بالتركية: Köyceğiz)‏ هي مدينة ومديرية في ولاية مُغلة بمنطقة بحر إيجة التركية.

## الموقع
تقع بلدة كويجكز في الطرف الشمالي من البحيرة التي تحمل نفس الاسم: «بحيرة كويجكز» (بالتركية: Köyceğiz Gölü)‏ والتي ترتبط بالبحر الأبيض المتوسط عن طريق قناة طبيعية تسمى «دلتا داليان». 
يتم الحفاظ على البيئة الفريدة لكويجكز كمحمية طبيعية للحياة البرية تحت هيئة تُسمى: «منطقة الحماية الخاصة للبيئة في كويجكز-داليان» (بالإنجليزية: Köyceğiz-Dalyan Special Environmental Protection Area)‏.
يوجد طريق مظلل بالأشجار يؤدي إلى بلدة تحمل نفس اسم النهر، هي بلدة «داليان»، التي تقع على الممر المائي الداخلي، والتي هي جزء من مديرية أورطاجا (بالتركية: Ortaca)‏ المجاورة.
تحظى داليان بشعبية كبيرة بين الزوار ويتم استكشاف متاهة قنواتها المائية بواسطة القوارب.
تصطف المطاعم على ضفاف المجاري المائية للنهر، وتتخصص في أطباق الأسماك الطازجة. 
في أعلى المنحدر، عند منعطف في النهر، وفوق ميناء مدينة «كاونوس» (بالتركية: Caunos)‏ الإغريقية القديمة، توجد مقابر يونانية منحوتة في الصخور.
يوجد شاطئ رملي ذهبي طويل عند مدخل دلتا داليان، وهي منطقة محمية طبيعية وملجأ للسلاحف البحرية ضخمة الرأس (Caretta Caretta) وسرطان البحر الأزرق.

## معرض الصور

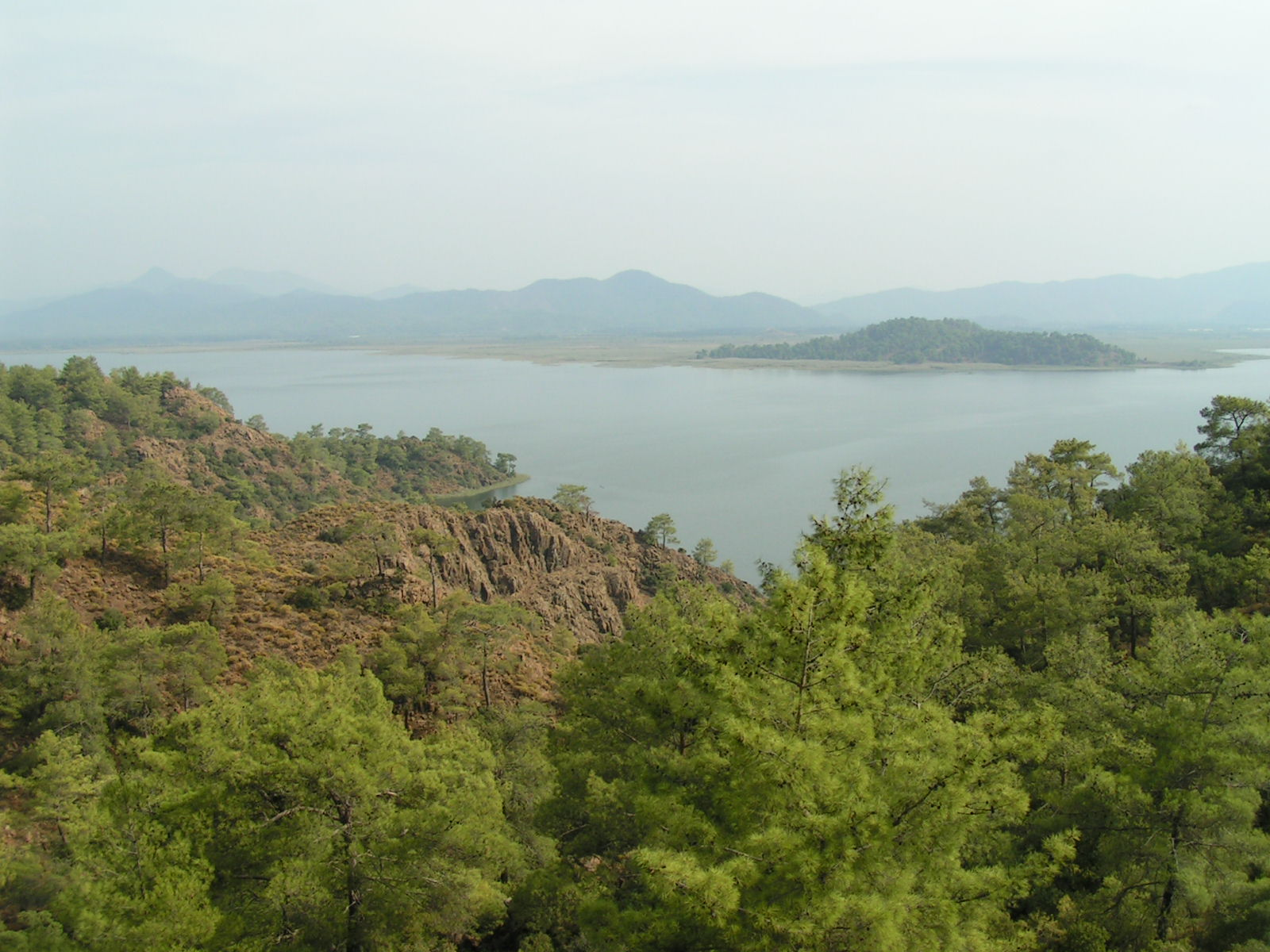
بحيرة كويجكز
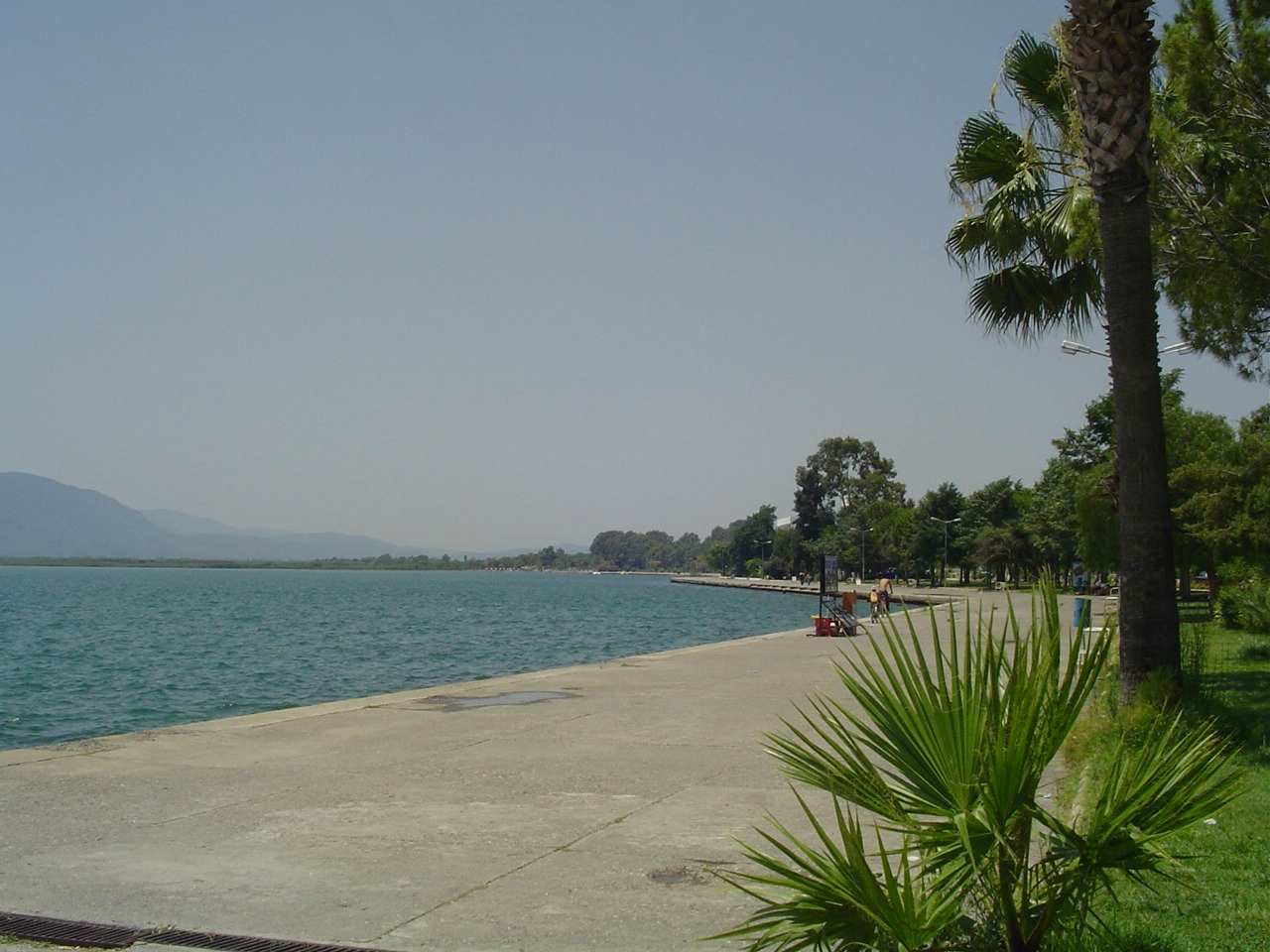
كويجكز
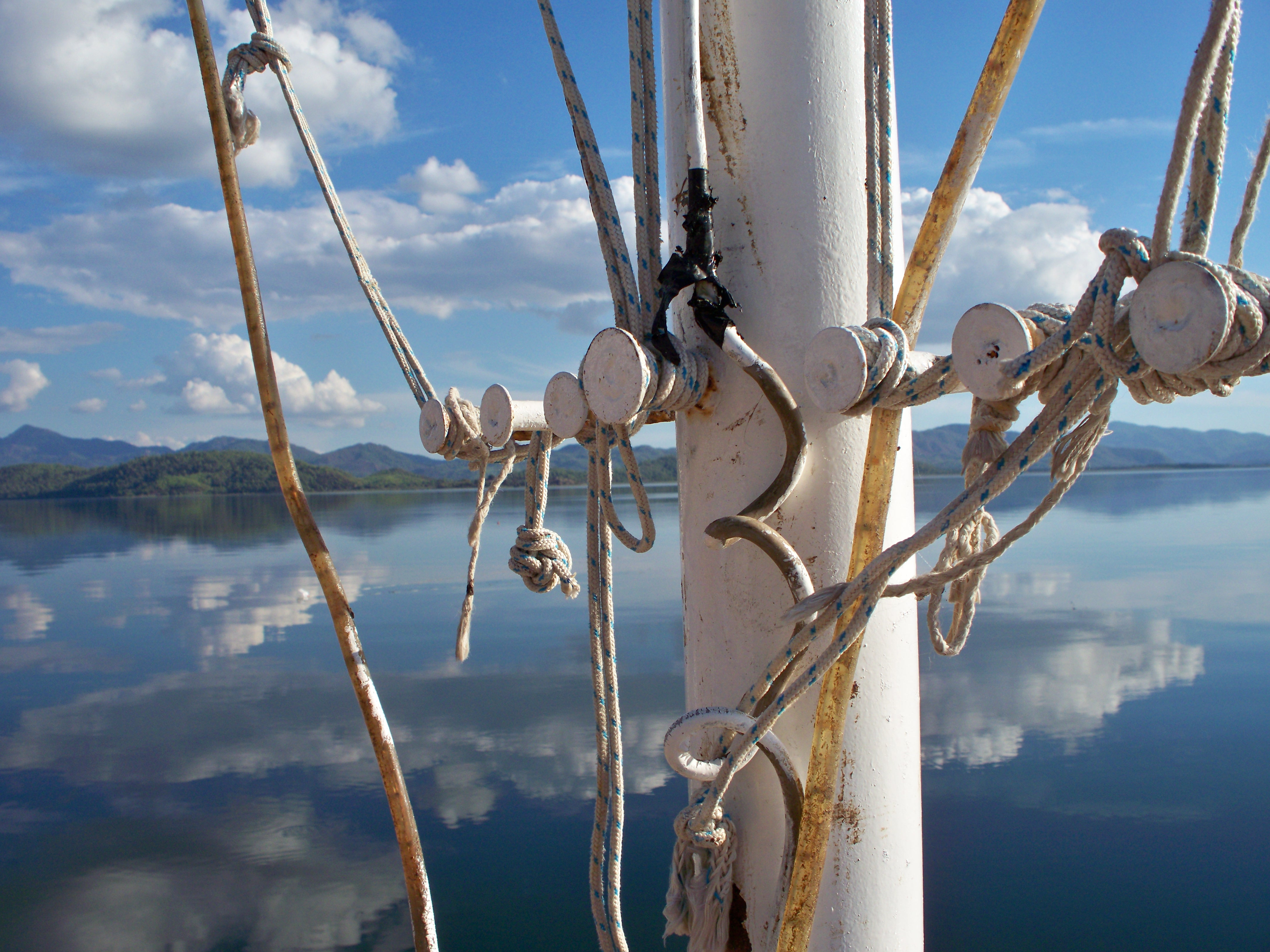
بحيرة كويجكز
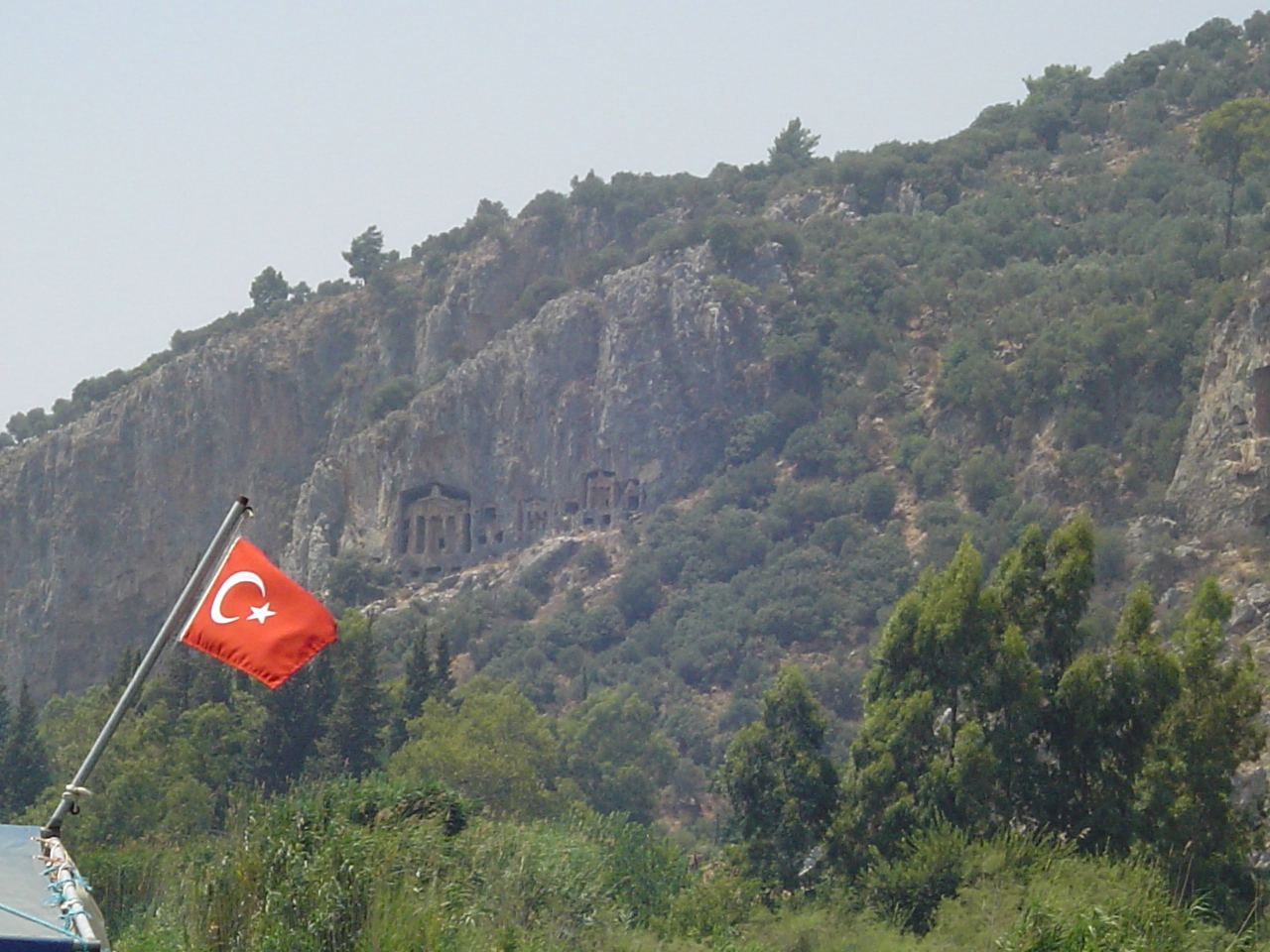
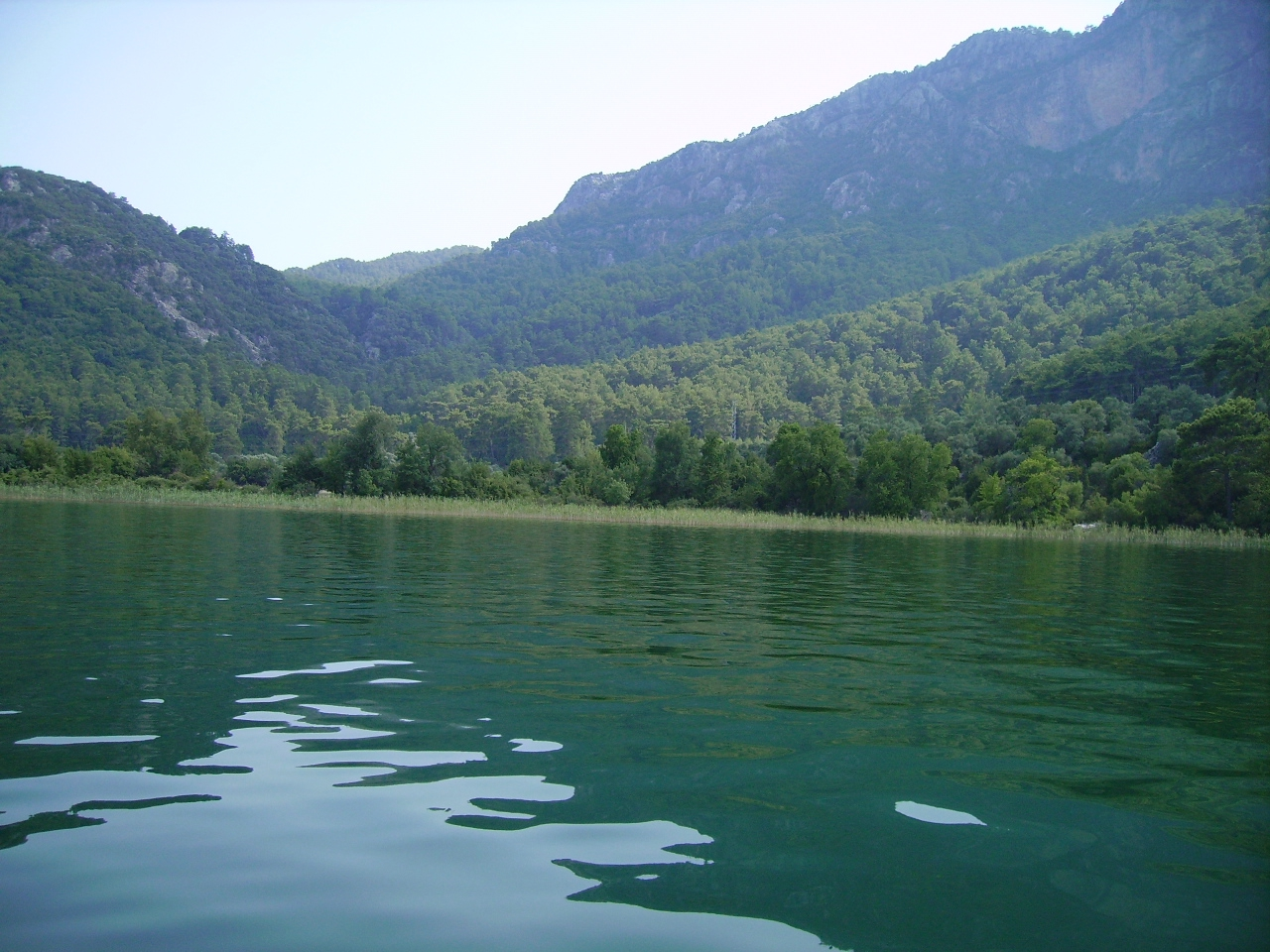
بحيرة كويجكز
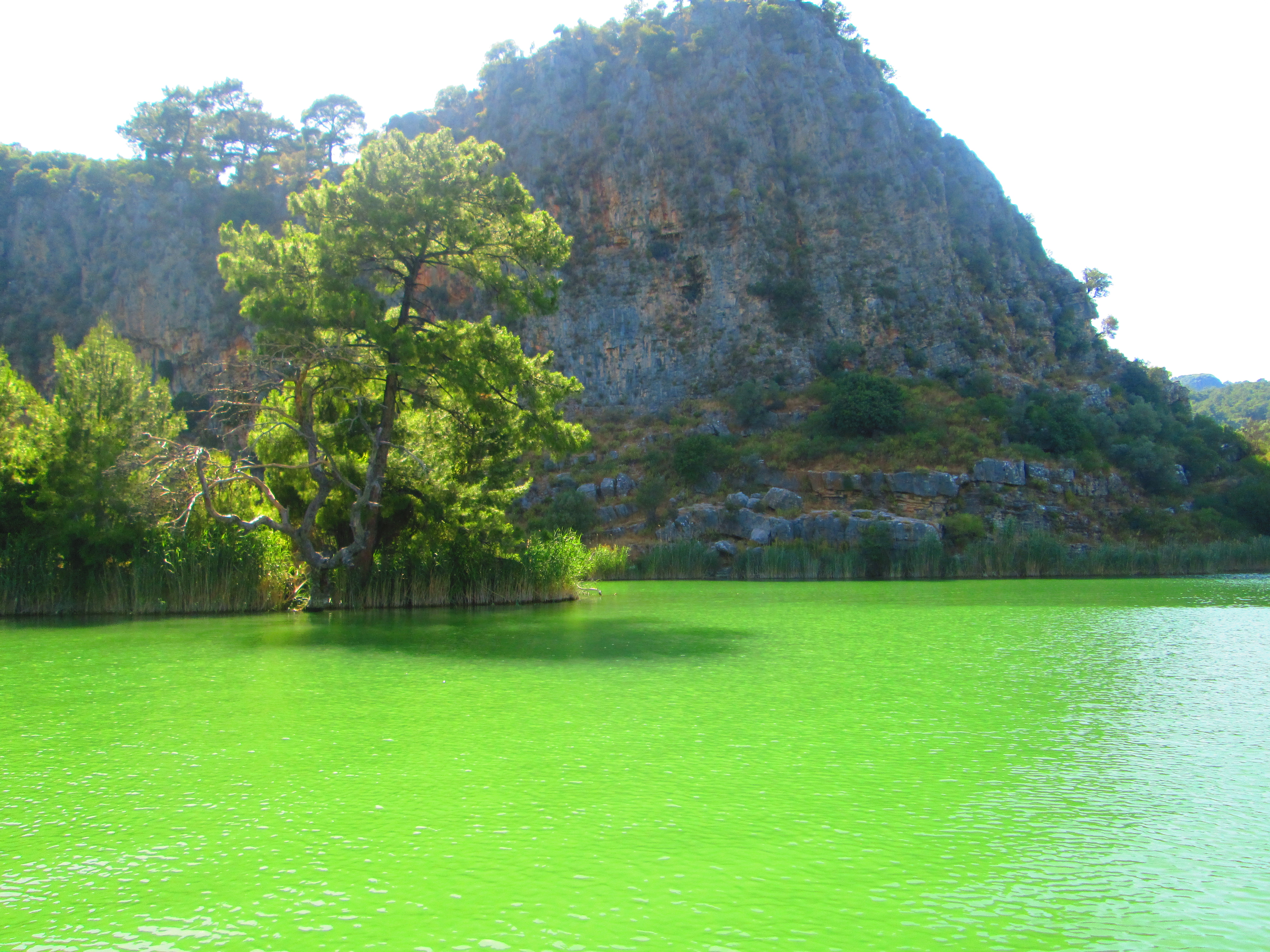
بحيرة كويجكز
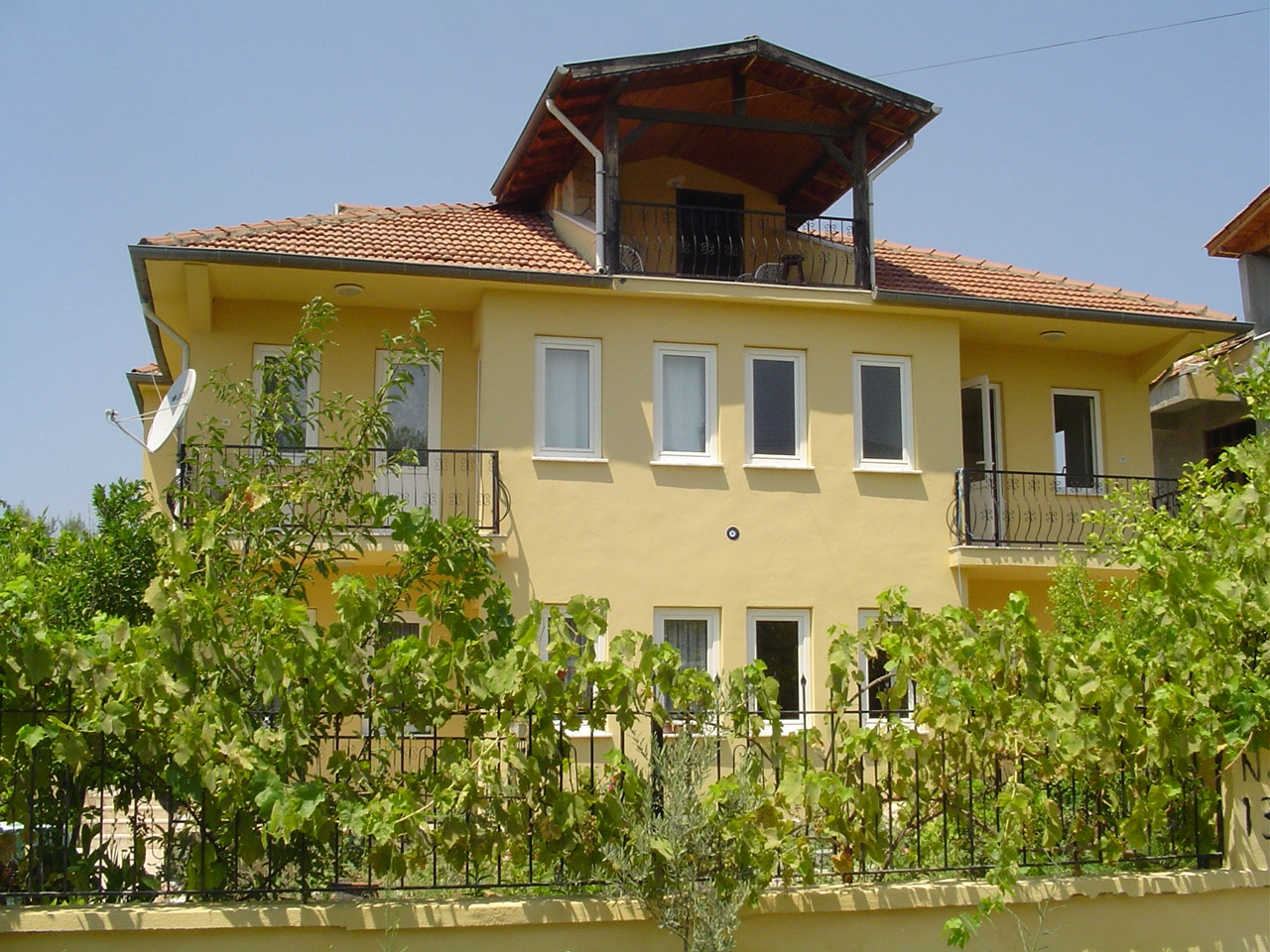
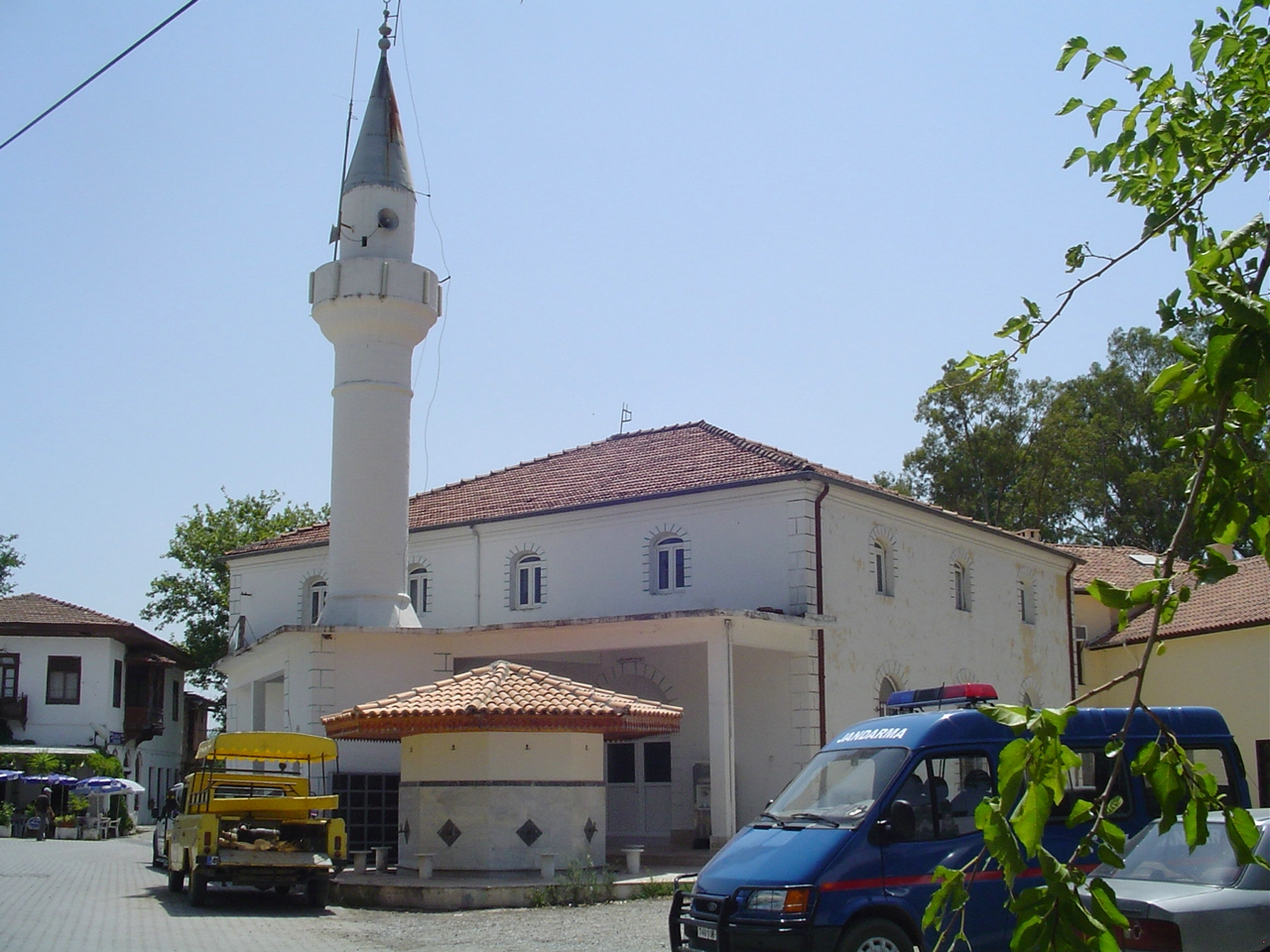
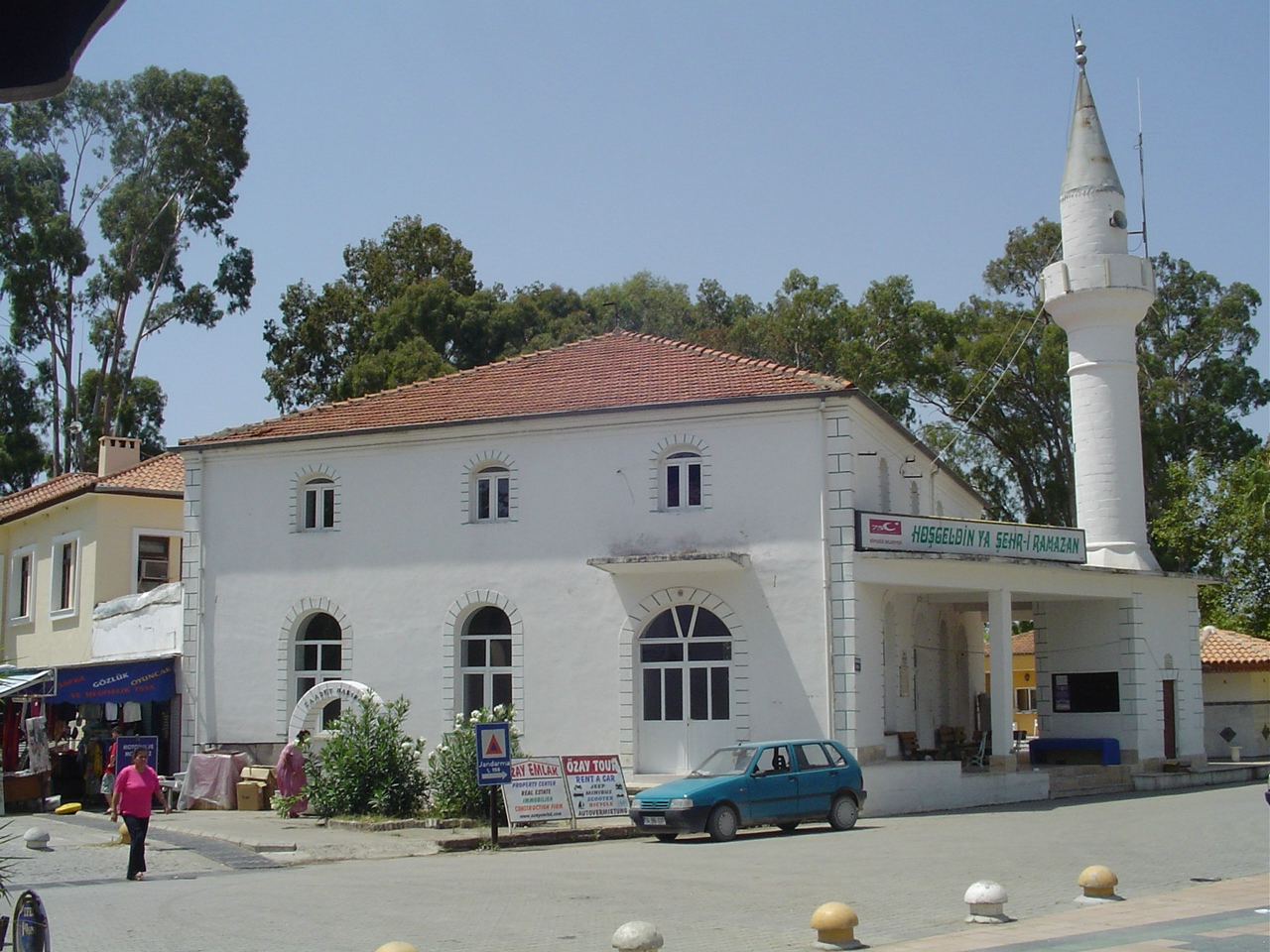
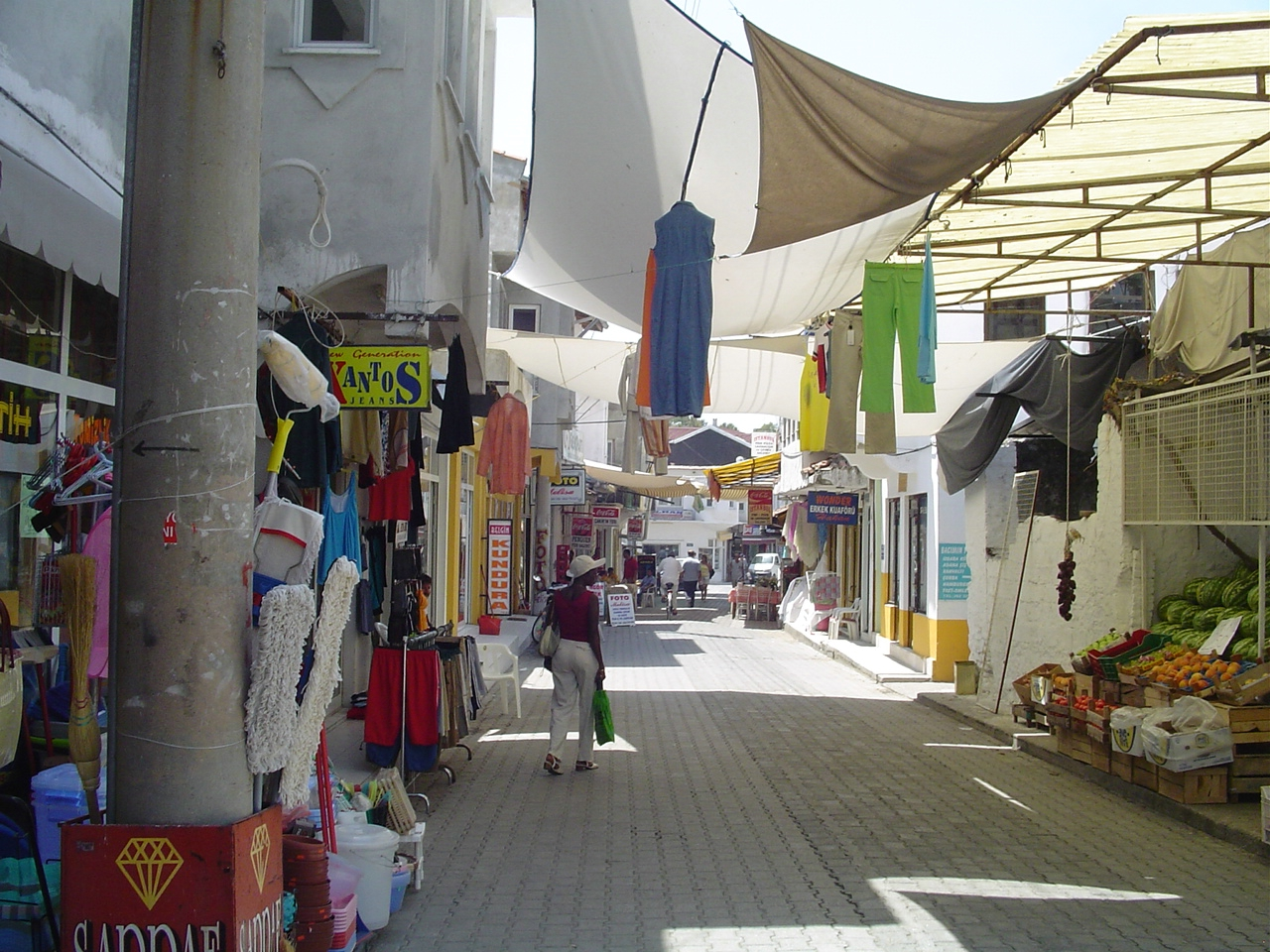
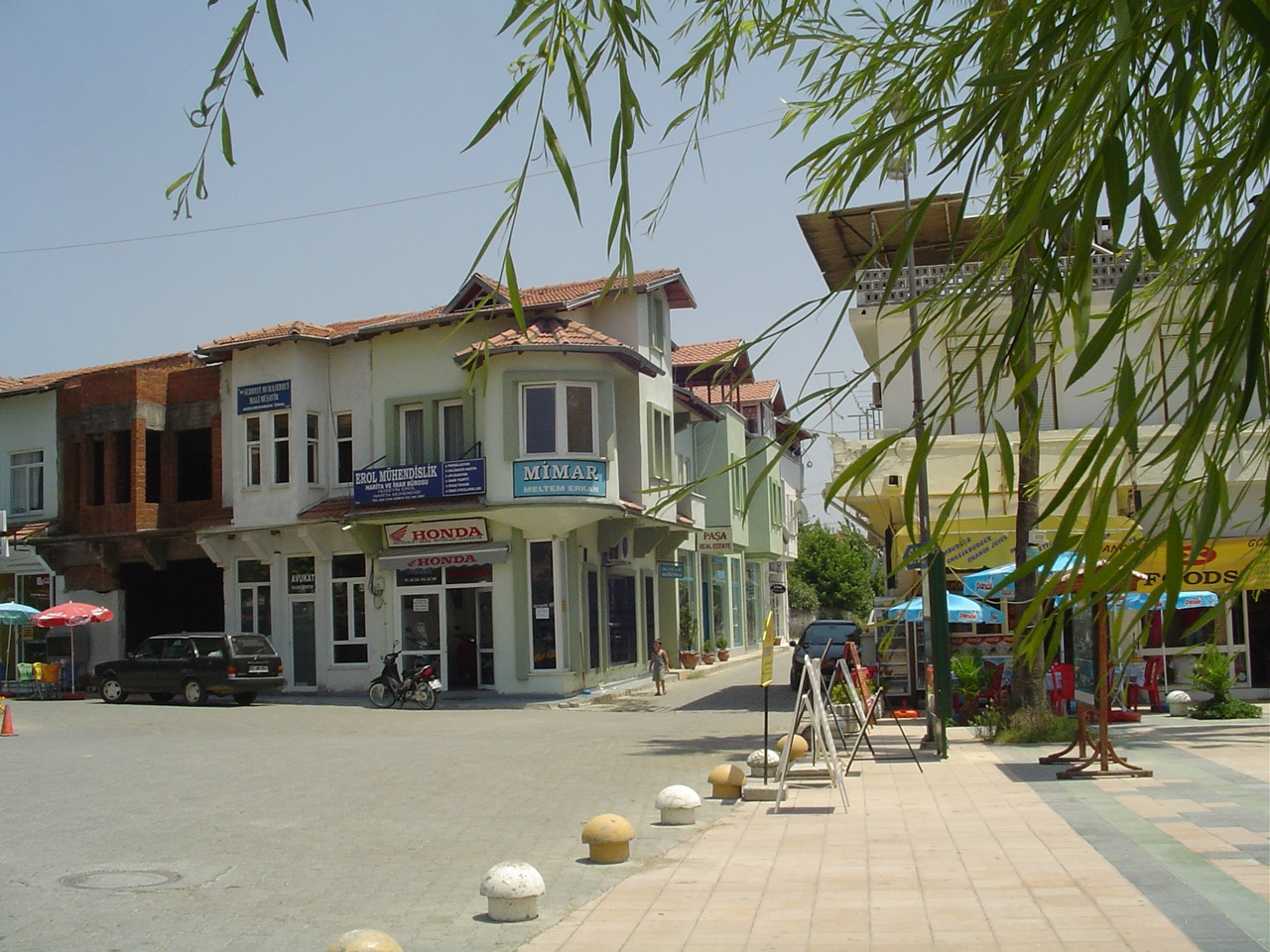
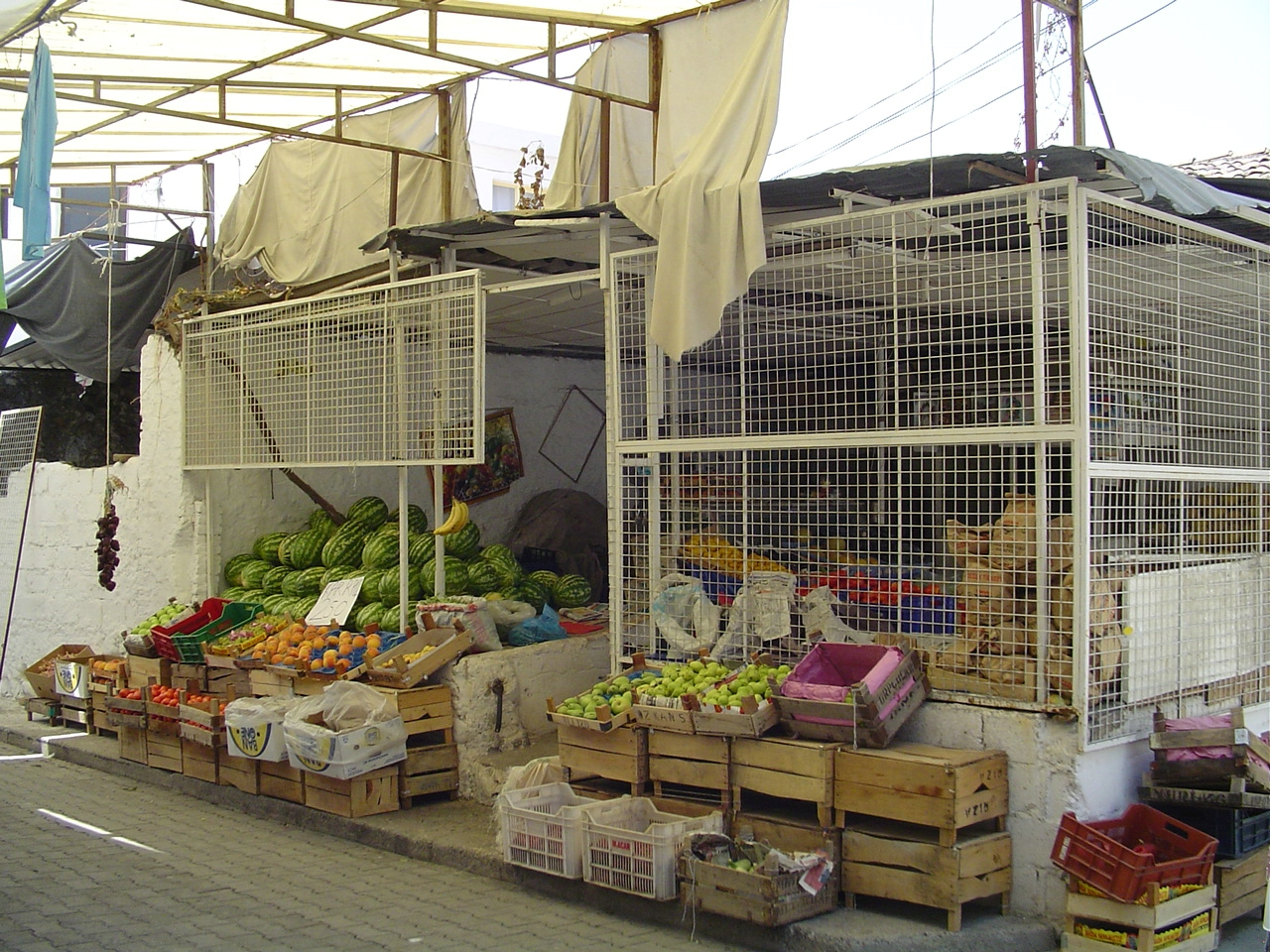
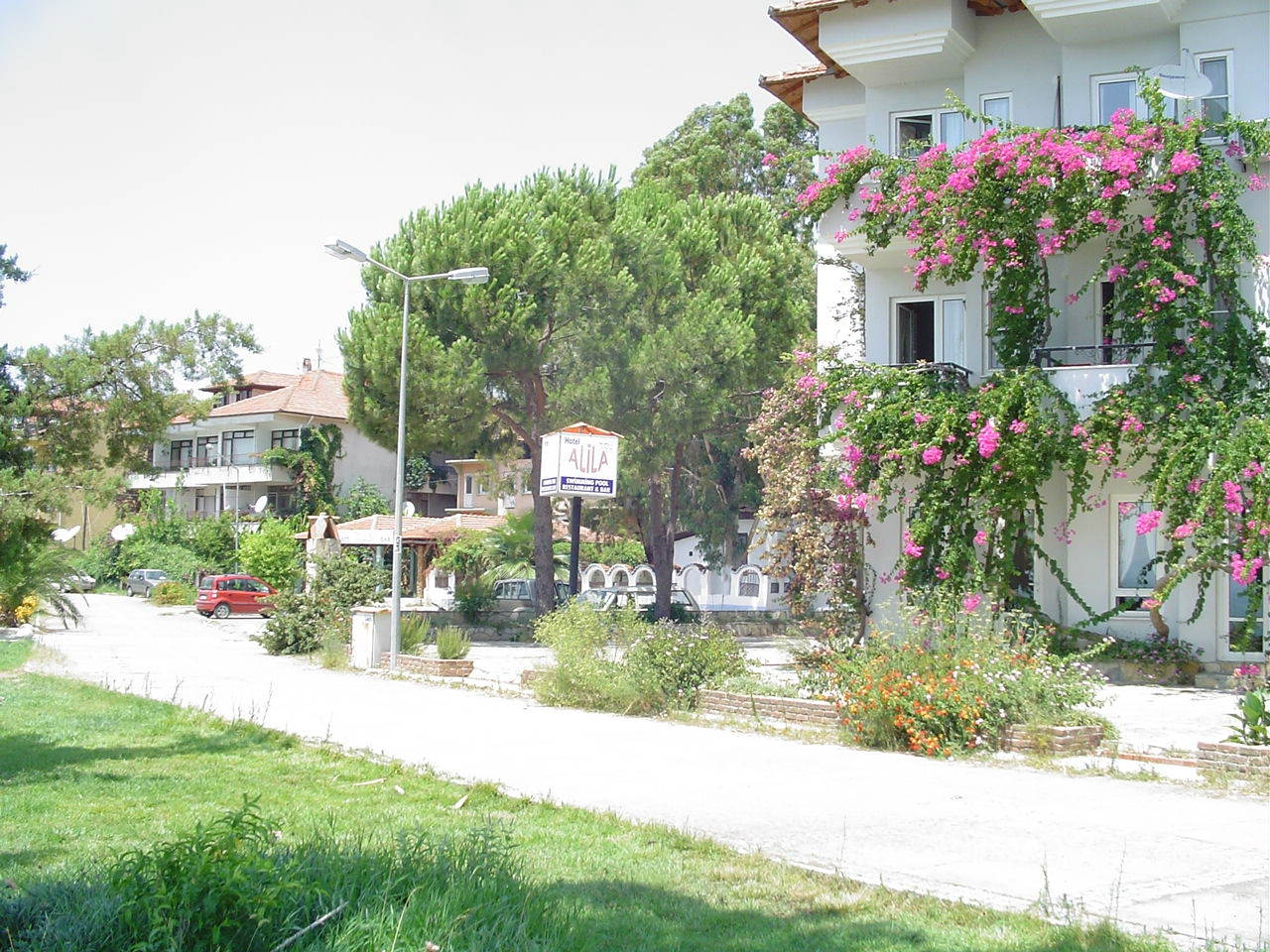
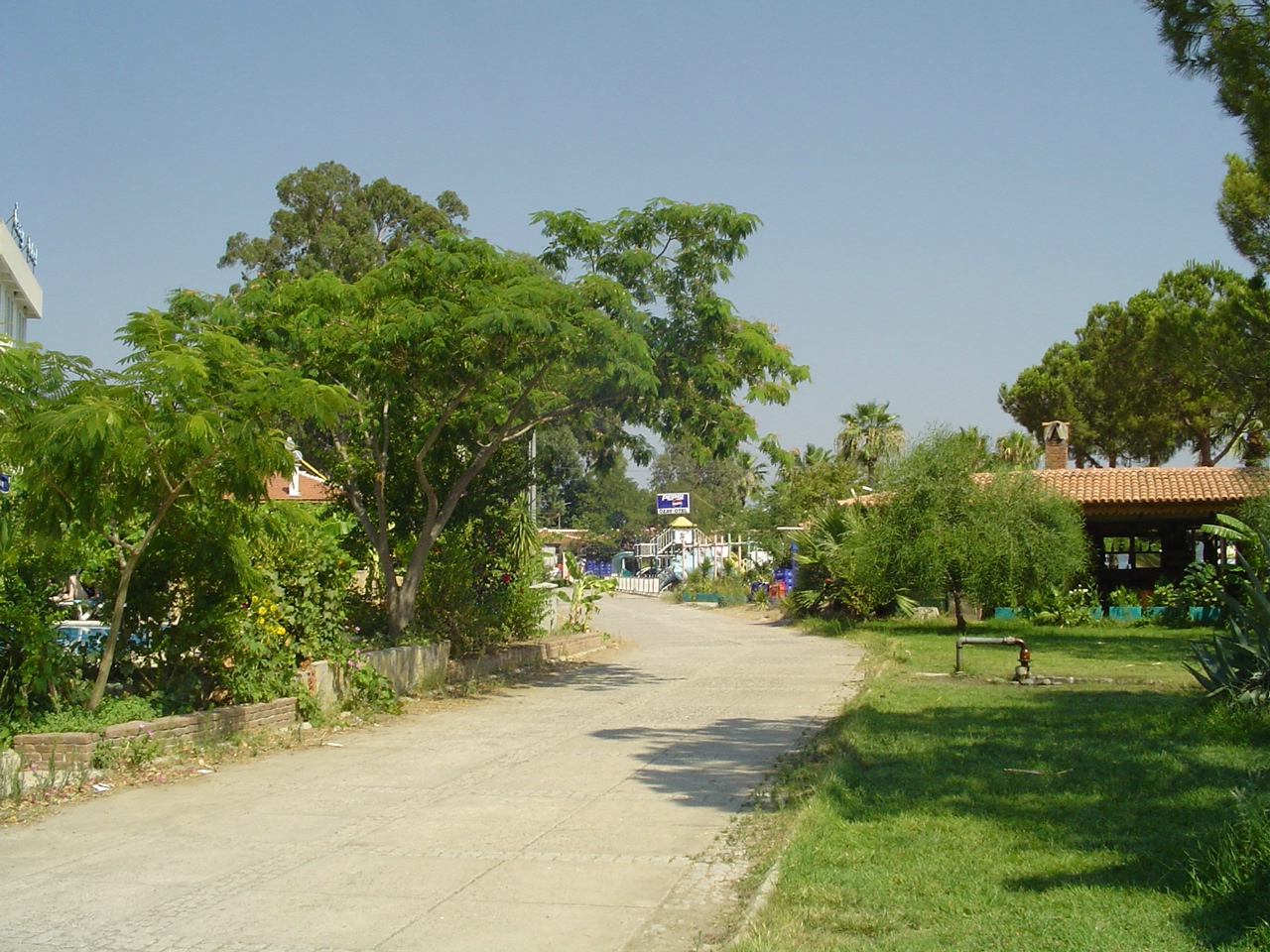
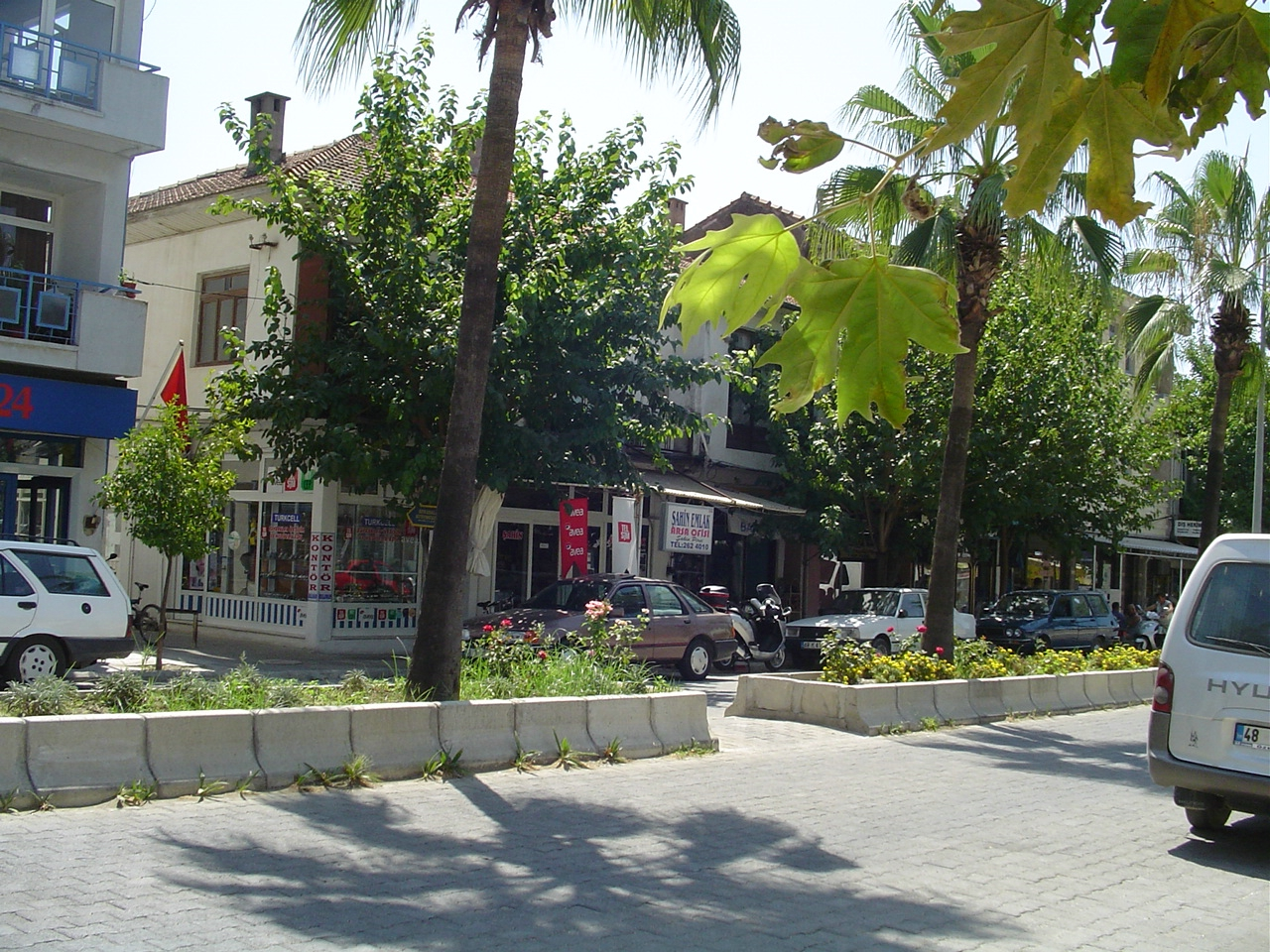
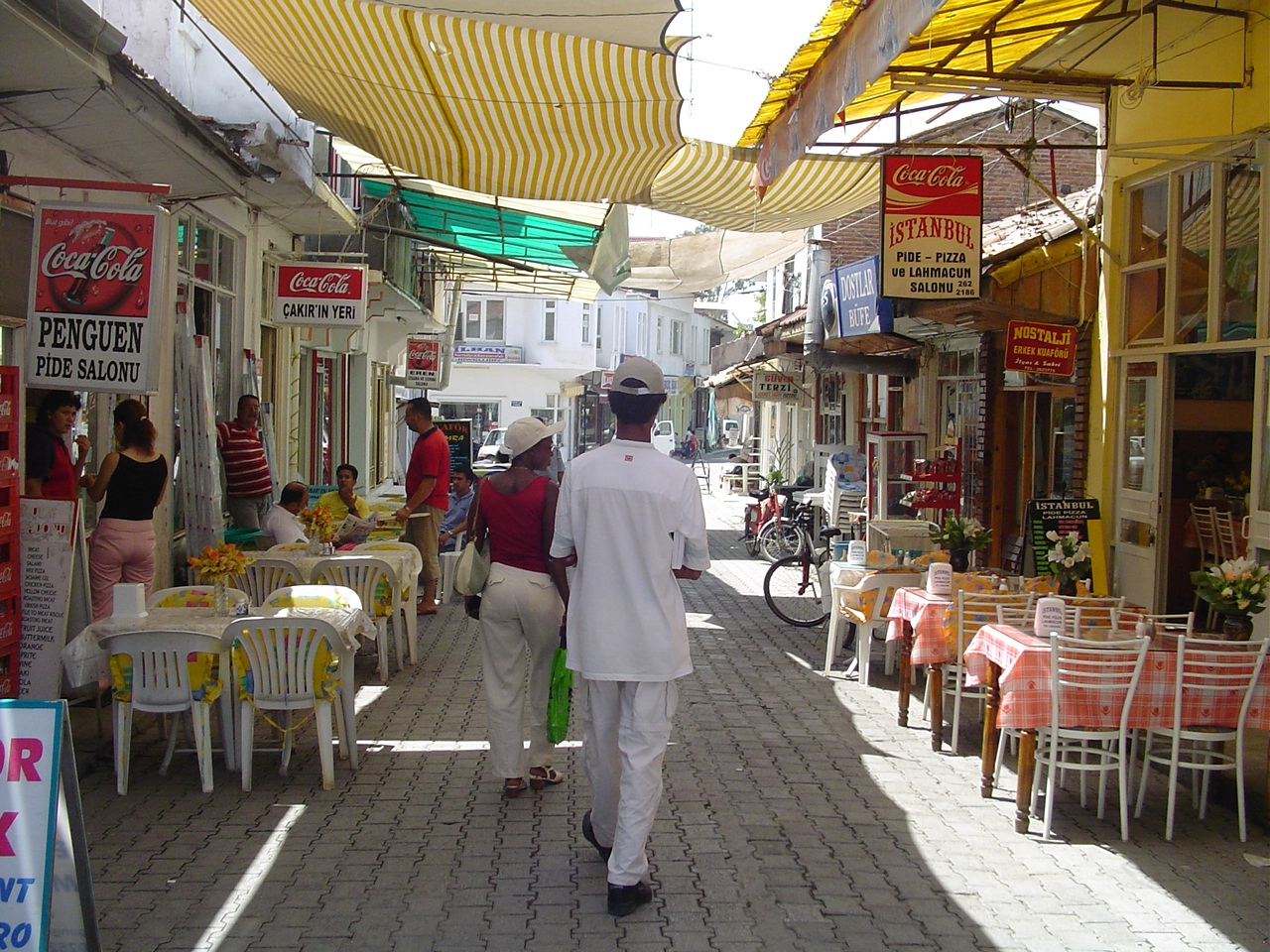
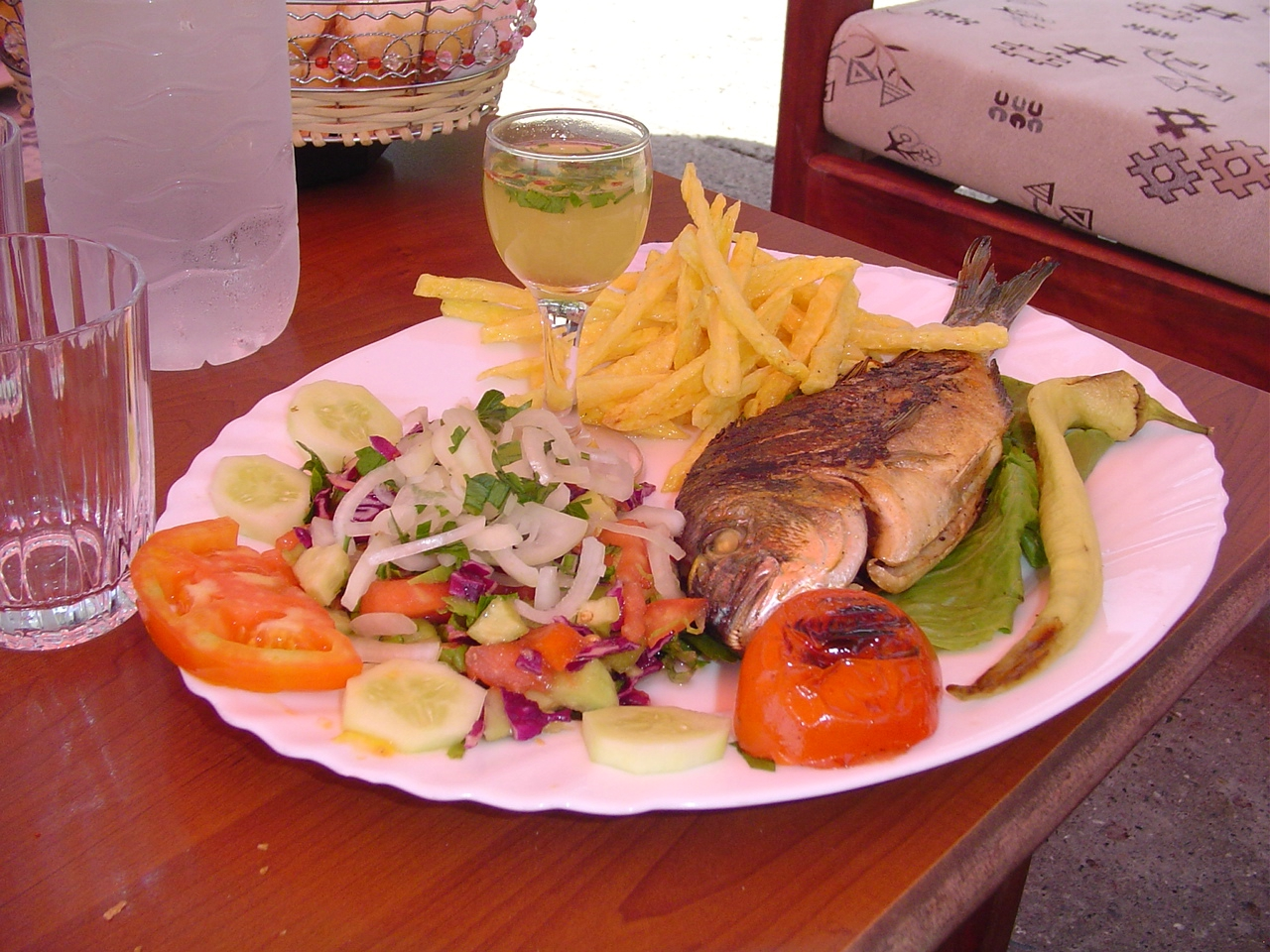
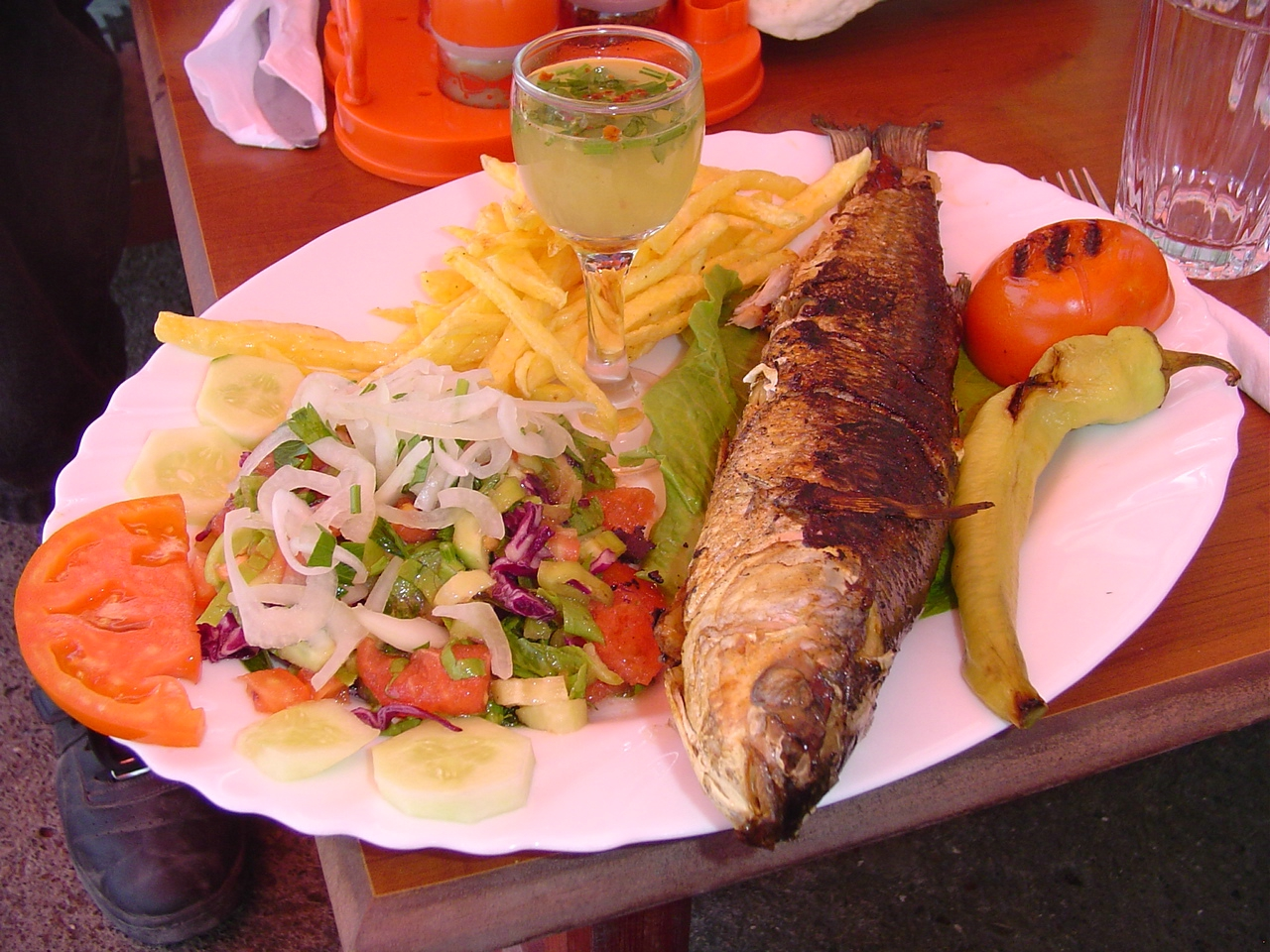
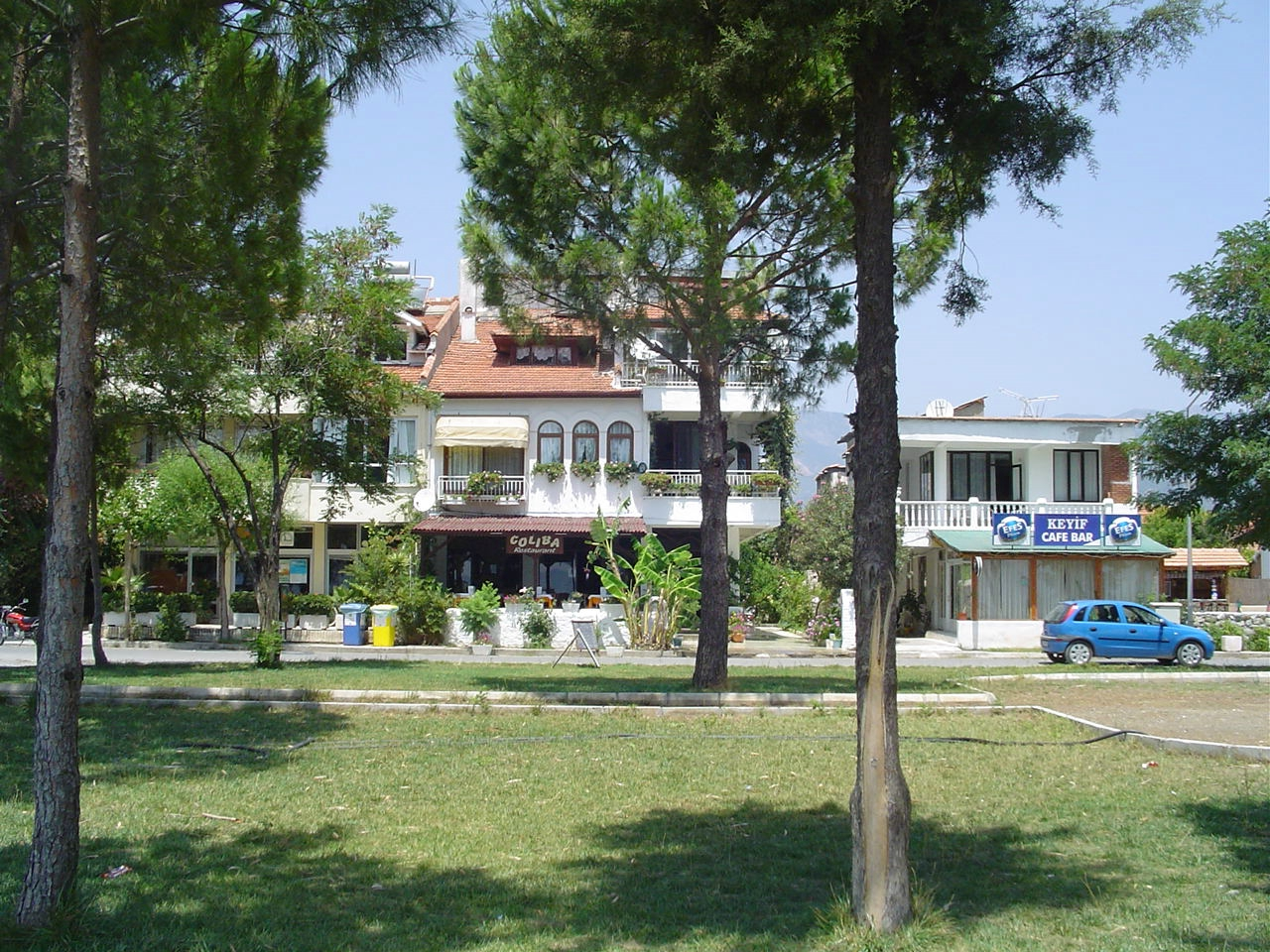
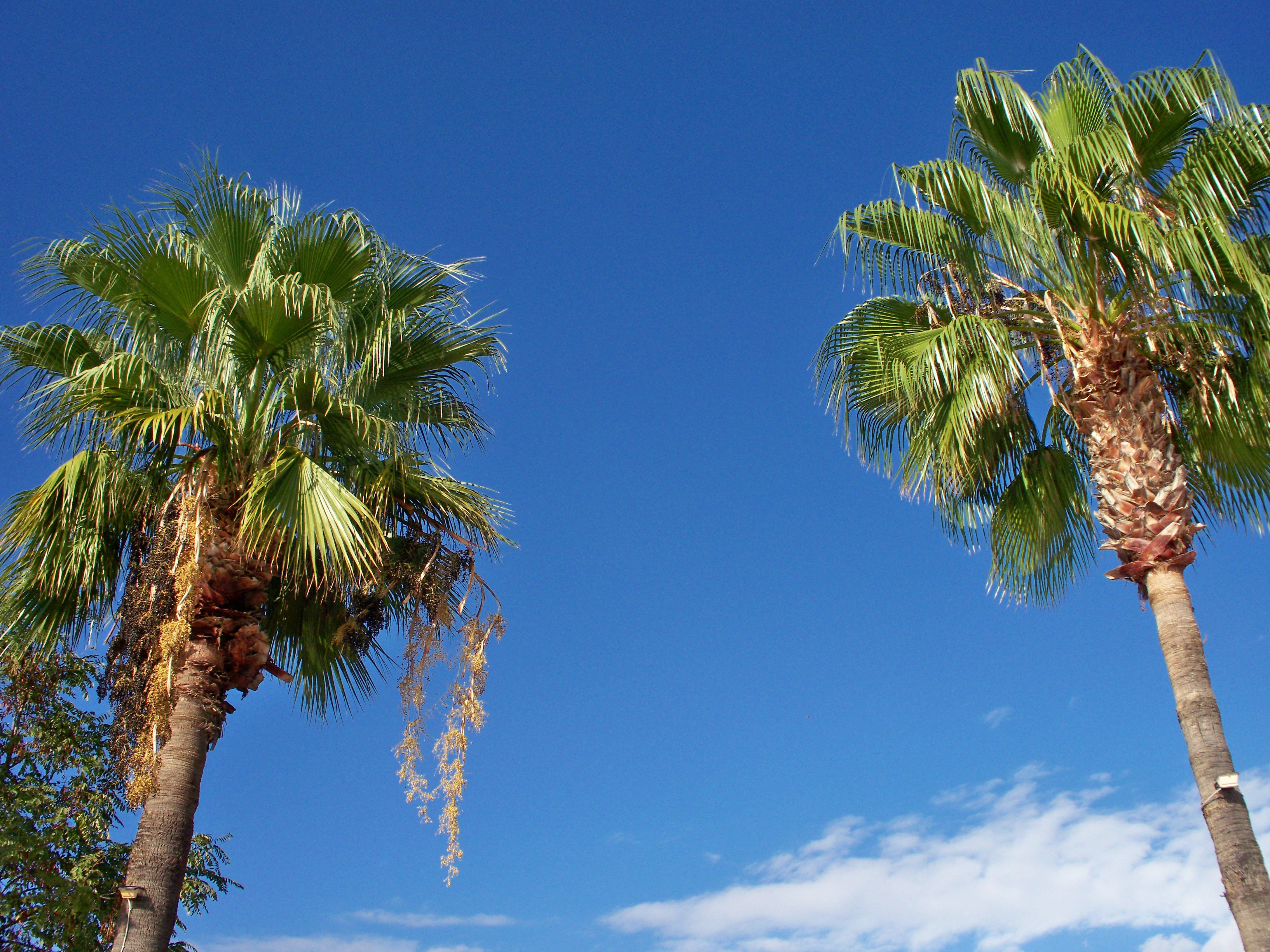

## روابط خارجية
- الموقع الرسمي لبلدية المقاطعة (بالتركية)
- صور كويسيز